# Torre d'en Viola
La Torre d'en Viola o Casalot d'en Viola és una obra del municipi de Calafell (Baix Penedès) declarada bé cultural d'interès nacional.

## Descripció
Torre medieval situada dalt d'un turó. És de planta rectangular, de tàpia, amb restes de murs de protecció. Es conserva la part oriental de l'edifici però ha desaparegut tot l'angle nord-oest. Es conserven diverses espitlleres d'esqueixada simple. A l'angle sud-oest, a la part exterior de la torre, hi ha una construcció de planta arrodonida per fora i circular per dins, feta amb morter, i que podria tenir la funció de cup o cisterna.
Està rodejada d'un tancat rectangular de grans dimensions (30 metres el costat més llarg)i a l'exterior d'aquest recinte hi ha una gran sitja.

## Història
En un principi aquesta torre s'havia classificat com a columbari romà, estudis posteriors van fer pensar que era medieval (una teoria apuntava a un origen islàmic i una altra, a un origen feudal més tardà), però uns sondejos arqueològics fets l'any 1998, van posar de manifest que era una construcció del segle xvii. La torre segurament es va construir en el context de la Guerra dels Segadors que va afectar el poble entre 1640 i 1652 quan aquest tenia un centenar d'habitants agrupats en 18 cases i alguns masos dispersos. La tardor de 1642 la cavalleria espanyola va atacar la ciutat i probablement va motivar la construcció d'aquest i altres fortins en les dues possibles rutes d'accés al poble a través del Mas d'en Vives o de Montpaó.
El nom prové d'un dels seus antics propietaris que va ser assassinat durant la Tercera guerra carlina.